# ELSA-priset
ELSA-priset är ett av Svenska kommittén mot antisemitism (SKMA) sedan 2012 instiftad årlig utmärkelse för enskilda personer eller 
grupper som via sociala medier eller på annat sätt motverkar antisemitism och andra typer av fördomar och rasism.

## Mottagare
- Siavosh Derakhti - 2012
- Jonathan Leman - 2013
- Bilan Osman - 2014
- Samuel Nudel - 2015
- ”Inte rasist, men…” - 2016
- Juridikfronten - 2017
- Charlotte Wiberg - 2018
- Hanna Rajs Lara - 2019
- Patrik Hermansson och Jenny Strindlöv - 2020
- Mira Kelber - 2021
- Simon Ferner - 2022
- Judiska Ungdomsförbundet - 2023
- Inas Hamdan - 2024